# Comté de Calhoun (Floride)
Pour les articles homonymes, voir Comté de Calhoun.
Le comté de Calhoun est un comté situé dans l'État de Floride, aux États-Unis. Sa population était de 13 648 habitants en 2020. Son chef-lieu est Blountstown.

## Comtés adjacents
- Comté de Jackson (nord)
- Comté de Gadsden (nord-est)
- Comté de Liberty (est)
- Comté de Gulf (sud)
- Comté de Bay (ouest)

## Géographie
Selon le bureau de recensement le comté a une superficie totale de 1 488 km2. 1,22 % de cette surface est composée d'eau, soit 18 km2.

### Villes
- Incorporées (municipalités):
  - Altha
  - Blountstown
- Autres
  - Abe Springs
  - Broad Branch
  - Chason
  - Chipola
  - Cox
  - Eufala
  - Fisher Corner
  - Frink
  - Gaskins
  - Henderson Mill
  - Iolee
  - Kinard
  - Leonards
  - Marysville
  - McNeal
  - New Hope
  - Ocheesee Landing
  - Ocheeseulga
  - Pine Island
  - Rollins Corner
  - Scotts Ferry
  - Sellman
  - Willis

## Démographie
| Groupe                           | Comté de Calhoun | Floride | États-Unis |
| -------------------------------- | ---------------- | ------- | ---------- |
| Blancs                           | 80,8             | 75,0    | 72,4       |
| Afro-Américains                  | 13,8             | 16,0    | 12,6       |
| Métis                            | 2,4              | 2,5     | 2,9        |
| Autres                           | 1,4              | 3,7     | 6,4        |
| Amérindiens                      | 1,1              | 0,4     | 0,9        |
| Asiatiques                       | 0,5              | 2,4     | 4,8        |
| Total                            | 100              | 100     | 100        |
|                                  |                  |         |            |
| Hispaniques et Latino-Américains | 5,2              | 22,5    | 16,7       |

| 1840  | 1850  | 1860  | 1870 | 1880  | 1890  |
| ----- | ----- | ----- | ---- | ----- | ----- |
| 1 142 | 1 377 | 1 446 | 998  | 1 580 | 1 681 |

| 1900  | 1910  | 1920  | 1930  | 1940  | 1950  |
| ----- | ----- | ----- | ----- | ----- | ----- |
| 5 132 | 7 465 | 8 775 | 7 298 | 8 218 | 7 922 |

| 1960  | 1970  | 1980  | 1990   | 2000   | 2010   |
| ----- | ----- | ----- | ------ | ------ | ------ |
| 7 422 | 7 624 | 9 294 | 11 011 | 13 017 | 14 625 |